# Laurence Picken
Laurence Ernest Rowland Picken (Nottingham, 16 luglio 1909 – 16 marzo 2007) è stato un etnomusicologo e zoologo britannico, noto per i suoi studi in ambito della biochimica, della citologia e della musicologia sugli strumenti musicali tradizionali turchi, cinesi e giapponesi.

## Biografia e carriera
Nato a Nottingham nel 1909, Laurence Picken ottenne nel 1928 una borsa di studio per studiare al Trinity College di Cambridge. Nel 1935 concluse un dottorato di ricerca di zoologia, mentre nel 1944 divenne membro del Jesus College. Tra il 1946 e il 1966, ottenne l'incarico di assistente al direttore di ricerca in zoologia nella stessa università. A partire dal 1944, inoltre, iniziò un percorso di ricerca in musica tradizionale cinese, scrivendo numerose pubblicazioni in etnomusicologia, studi sugli strumenti musicali e musica tradizionale turca.
Tra il 1966 ed il 1976, fu assistente al preside della Facoltà di Studi Orientali all'università di Cambridge. Durante il corso della sua carriera ottenne diverse onorificenze accademiche, divenne membro della British Academy (1973) e Dottore Honoris Causa all'Université de Paris X, Nanterre (1988). Per i festeggiamenti del suo sessantessimo e settantesimo compleanno ottenne due Festschriften, un'indicazione di stima da parte di altri studiosi. Alcune delle sue pubblicazioni e la sua biblioteca privata si trovano attualmente nella Biblioteca dell'Università di Cambridge.